# Trifidacanthus
Trifidacanthus es un género monotípico de plantas con flores perteneciente a la familia Fabaceae. Su única especie,  Trifidacanthus unifoliolatus, es originaria de Asia donde se encuentra en China, Hainan, Indonesia, Islas menores de la Sonda, Filipinas y Vietnam. 

## Sinonimia
- Desmodium horridum Steenis
- Desmodium unifoliolatum (Merr.) Steenis[1]